# Jar Jar Binks
Jar Jar Binks è un personaggio immaginario dell'universo fantascientifico di Guerre stellari, visto nella trilogia prequel dei film. Compare per la prima volta nel film La minaccia fantasma, e in L'attacco dei cloni e La vendetta dei Sith ma con un ruolo minore (nell'ultimo film non ha neanche un dialogo). Il personaggio compare anche nella serie televisiva The Clone Wars. Generato in computer grafica, è doppiato dall'attore Ahmed Best, che lo ha anche interpretato in costume per alcune scene come punto di riferimento per gli altri attori.
Come tutti i gungan (umanoidi anfibi del pianeta Naboo), parla con un accento strano e caratteristico; esiliato dai suoi simili a causa della sua goffaggine, si unisce ai Jedi Qui-Gon Jinn e Obi-Wan Kenobi, inviati su Naboo per risolvere una contesa. Diventa in breve tempo generale della Grande Armata Gungan nella battaglia di Naboo, e in seguito rappresentante del suo popolo nel Senato galattico. Contribuisce molto, sia nel bene sia nel male, a mantenere la Repubblica Galattica stabile.
Il ruolo primario di Jar Jar ne La minaccia fantasma è stato quello di dare un intermezzo comico per il pubblico. Dopo l'uscita del film, il personaggio è stato accolto in modo negativo da critica e pubblico, venendo spesso classificato come uno dei personaggi più odiati del franchise. Di conseguenza, il suo ruolo nei successivi film venne drasticamente ridotto.

## Creazione e sviluppo

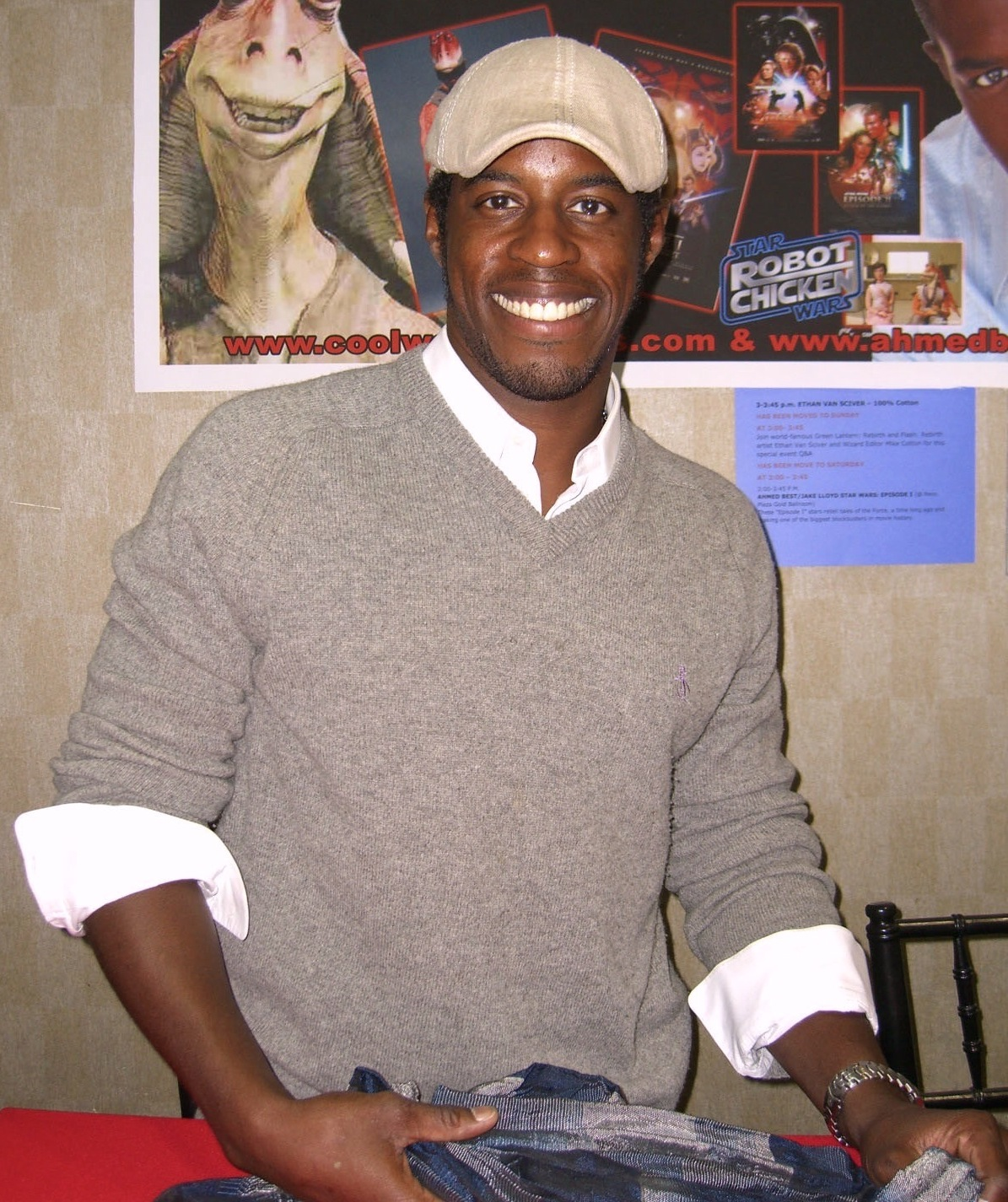
L'attore Ahmed Best, doppiatore di Jar Jar nella trilogia prequel

Il carattere e il nome di Jar Jar Binks, nascono da un'idea di Jett, il figlio adottivo di George Lucas. Nell'agosto 2015, George Lucas ha dichiarato di essersi ispirato al personaggio di Pippo della Disney per realizzare Jar Jar Binks.
Il cantante Michael Jackson si propose per doppiare il personaggio, ma il ruolo venne assegnato ad Ahmed Best. Quest'ultimo disse che Lucas ipotizzava che il casting del cantante avrebbe fatto passare in secondo piano il film. Best venne scritturato dopo che Gurland lo vide in uno spettacolo degli Stomp a San Francisco. 
Nella serie televisiva Star Wars: The Clone Wars, Jar Jar compare per la prima volta nell'episodio Jar Jar Jedi doppiato da Ahmed Best, la voce originale nei film della trilogia prequel. Nel suddetto ruolo, Best viene sostituito da B.J. Hughes negli episodi della prima stagione Atterraggio di fortuna, Il virus Blue Shadow e Il mistero delle mille lune. Tuttavia, Ahmed Best riprende il suo ruolo nelle seguenti stagioni.
Nella riedizione speciale del 2004 de Il ritorno dello Jedi, durante la scena delle celebrazioni su Naboo alla fine del film, si può sentire anche la voce di Ahmed Best.
Durante le sue audizioni, Best si è esibito in diverse mosse di arti marziali, in contrasto con quello che Lucas pensava per il personaggio, che secondo Best era più in linea con gli attori comici muti, come Buster Keaton. Best era originariamente destinato a fornire solo i dati di motion capture, ma si propose con successo anche per doppiare il personaggio. Presente sul set per fornire i riferimenti agli attori, Best era vestito con un abito fatto di schiuma e lattice e un copricapo. Nei filmati in cui era presente, la sua immagine è stata poi sostituita dal personaggio generato tramite la computer grafica, eccetto in un numero limitato di inquadrature (principalmente quelle mostranti solo gli arti). Best improvvisò spesso dei movimenti per far sembrare Jar Jar più goffo e comico possibile.
Nonostante il personaggio sia stato aspramente criticato, Lucas insistette per inserirlo nella serie televisiva Star Wars: The Clone Wars del 2008. Come rivelato dal supervisore della serie Dave Filoni «All'inizio, George ha espresso interesse perché siamo in questo periodo di tempo, le guerre dei cloni, e avrebbe voluto vedere Jar Jar di nuovo.»

## Apparizioni

### Film

#### La minaccia fantasma
Jar Jar appare per la prima volta nel film del 1999 La minaccia fantasma, in cui è uno dei protagonisti. Durante il Blocco di Naboo, i Jedi Qui-Gon Jinn e Obi-Wan Kenobi arrivarono sul pianeta, finendo nelle paludi invece che nella capitale degli umani nabooiani. Qui-Gon salvò accidentalmente la vita di Jar Jar e il gungan gli giurò un debito di vita, che gli impose di stare al suo fianco fino alla morte. Jar Jar agì come guida per i due Jedi, accompagnandoli anche assieme alla Regina Padmé Amidala, durante la fuga verso Tatooine. Binks giocò un ruolo importante durante la battaglia di Naboo, durante la quale lanciò accidentalmente molte sfere di energia verso un gruppo consistente di droidi da battaglia, che ridussero di molto l'esercito della Federazione dei Mercanti. Durante il conflitto, Jar Jar ricevette la carica di Generale.

#### L'attacco dei cloni
Nel film del 2002 L'attacco dei cloni, Jar Jar ha un ruolo minore rispetto a La minaccia fantasma. In seguito alla battaglia, l'alleanza tra i Naboo e i gungan si espanse fino a includere un rappresentante dei gungan per dare supporto al Senatore per Naboo, nel Senato Galattico. Jar Jar servì come rappresentante gungan nel 22 BBY prima dell'inizio delle guerre dei cloni. Quando la Senatrice Amidala fu costretta a nascondersi a causa di diversi attentati alla sua vita Jar Jar prese il suo posto al Senato.
Essendo il rappresentante di Naboo, si rese responsabile dell'avvio del meccanismo che consentì al Cancelliere Palpatine di guadagnare i poteri di emergenza e formare l'Armata della Repubblica, mettendo le premesse per le guerre dei cloni. Jar Jar era stato manipolato, e la sua innocenza lo tradì, poiché aiutò inconsciamente nella creazione dell'Impero Galattico che avrebbe preso il posto della Repubblica.

#### La vendetta dei Sith
Compare brevemente anche ne La vendetta dei Sith, dove il personaggio non ha alcuna battuta. Dopo la morte dell'amica e collega Amidala, rimase al funerale della ex-Regina su Naboo. Dopo l'ascesa dell'Impero e i tempi bui per la galassia, Jar Jar rimase delegato del Senato Imperiale, ma si unì ben presto alle ribellioni del senatore Bail Organa. Rimase inoltre Senatore di Naboo fino al 6 BBY, quando venne sostituito da Pooja Naberrie.

### Televisione

#### The Clone Wars
Jar Jar compare anche in alcuni episodi della serie televisiva animata Star Wars: The Clone Wars. Durante le guerre dei cloni, continuò a rappresentare i gungan nella delegazione senatoriale. In particolare gli fu affidata la spedizione di salvataggio di Obi-Wan Kenobi e Anakin Skywalker, tenuti prigionieri insieme al Conte Dooku dal pirata Hondo Ohnaka su Florrum. Su Rodia, poi, riuscì ad aiutare la senatrice Amidala nella cattura del leader Separatista Nute Gunray facendosi scambiare dai droidi per un Jedi (poiché portava un mantello marrone). Decisivo fu anche il suo intervento per sventare un attacco Separatista su Naboo coadiuvato con l'esercito gungan, poiché il primo ministro Rish Loo (alleato del Conte Dooku) aveva ipnotizzato Boss Lyonie con una collana e lo aveva convinto ad attaccare Theed. Data la somiglianza di Jar Jar con Lyonie, il gungan si spacciò per il Boss e dopo un breve anche se comico colloquio con il generale separatista Grievous i gungan riuscirono a catturarlo, nonostante la morte durante la lotta di Tarpals. La cattura di Grievous non durò comunque molto poiché venne rilasciato in cambio della liberazione di Anakin, tenuto prigioniero da Dooku. Nel 20 BBY fu inviato nel sistema di Bardotta assieme a Mace Windu per aiutare la regina Julia (di cui era innamorato) e il suo popolo, poiché molti dei suoi maestri, i Dagoyan (sensibili alla Forza), stavano scomparendo misteriosamente. Madre Talzin, la leader delle streghe di Dathomir, volle impossessarsi dell'essenza della Forza di Julia secondo un antico rituale sulla luna Zardossa Stix ma, grazie a Mace che riesce a sconfiggere in duello Talzin e a Jar Jar che salva Julia, il suo piano fallisce.

### Romanzi

#### Aftermath: La fine dell'Impero
Nel romanzo canonico Aftermath: La fine dell'Impero del 2017 di Chuck Wendig, viene rivelato qual è stato il destino di Jar Jar dopo La vendetta dei Sith; dopo aver abbandonato la carica di senatore Jar Jar è diventato un'artista di strada su Naboo e intrattiene i bambini, ma è detestato sia dai Gungan che dagli umani adulti per aver aiutato, seppur involontariamente, l'Impero a prendere il potere. Chris Taylor di Mashable ha scritto che il destino del personaggio è un riflesso di quanto successo nella vita reale, ovverosia l'odio che all'epoca Jar Jar ricevette dai fan adulti e l'apprezzamento da parte dei bambini.

### Legends
Con l'acquisizione della Lucasfilm da parte di The Walt Disney Company nel 2012, la maggior parte dei romanzi e fumetti di Guerre stellari prodotti su licenza sono stati inseriti nel brand Star Wars Legends e dichiarati non canonici al franchise nel mese di aprile del 2014.

#### Fumetti
Espulso da tutte le scuole della città Otoh Gunga, e non in grado di cercare i suoi genitori per eventuali mantenimenti, Binks cercò di fare ogni possibile mestiere, ma a causa della sua incapacità e distrazione veniva licenziato prima che il tramonto sopraggiungesse. Jar Jar una volta lavorò come musicista da strada, e un passante gli diede del denaro purché smettesse di suonare. In quel momento venne scoperto da Roos Tarpals, un fuorilegge locale.
Tarpals era il capo di una piccola banda di ladruncoli, e Jar Jar ne entrò a far parte. Jar Jar doveva distrarre le vittime mentre gli altri si sarebbero occupati del bottino; a differenza degli altri ladruncoli, Tarpals lo trattava come un amico. Quando Roos entrò a far parte nella Grande Armata Gungan la banda si divise, Jar Jar rimase ancora una volta in cerca di un posto di lavoro.
Fortunatamente il Boss Rugor Nass, governatore di Otoh Gunga, riuscì a trovare un lavoro per Jar Jar, parzialmente grazie al rispetto per i suoi genitori, e anche grazie alla raccomandazione da parte del Capitano Tarpals. Quando Jar Jar liberò per errore tutti gli animali dello zoo di Otoh Gunga, Nass dichiarò che Binks avrebbe dovuto passare sei mesi nella colonia penale di Quarry.
Nass cambiò la condanna quando Jar Jar lo salvò da un Bongo fuori controllo. Jar Jar salvò anche la vita della nipote di Nass, la Maggiore Fassa. Fassa giurò un debito di vita a Jar Jar, che rimase imbarazzato dalla sua devozione, ma contento della possibilità di avere una relazione romantica con lei. Sfortunatamente, Boss Nass revocò il debito.
In seguito Rugor Nass diede una festa nella sua casa e diede a Jar Jar il compito di badare alla cucina. Abbastanza in fretta Jar Jar riuscì a distruggere il forno. L'esplosione ruppe il muro a bolla e bloccò la festa; Jar Jar provò a salvare l'"heyblibber" di lusso di Nass, ma riuscì solo a romperlo.
Rugor Nass era furioso, e ne ebbe abbastanza di Binks. Bandì Jar Jar dal villaggio e lo mandò nelle paludi, imponendogli di non tornare mai più. Jar Jar provò a nascondersi ad Otoh Gunga ma il Capitano Tarpals lo trovò in un ristorante, intento a cercare rimasugli di cibo. Jar Jar venne quindi portato di forza alle paludi.

### Occasioni mancate
- Originariamente, nel film La vendetta dei Sith, era stato dato qualche dialogo a Jar Jar, ma in seguito essi sono stati tagliati.[20]
- In un'intervista, il regista J. J. Abrams ha rivelato che nel film Star Wars - Il risveglio della Forza ci poteva essere un riferimento alla morte di Jar Jar,[21] ma questo non è accaduto.[22]

## Personalità
Jar Jar è spesso considerato dai suoi pari come goffo e fastidioso, tratti che inducono a deriderlo e sottovalutarlo e che lo portano all'esilio dalla sua patria su Otoh Gunga. La sua imbarazzante abitudine di afferrare il cibo con la lingua lo mette nei guai con il noto pilota di sgusci, Sebulba, su Tatooine. Nonostante questi difetti, Binks si dimostra anche coraggioso, leale e affidabile. Svolge un ruolo importante nelle sorti dell'invasione di Naboo, aiutando la Regina Amidala ad allearsi con i gungan per cacciare gli invasori della Federazione. Grazie al suo ruolo nella Battaglia di Naboo, l'ex reietto gungan guadagna molto rispetto sia tra la sua gente che tra i nativi.
Proprio a causa della sua natura buona e umile, Binks è facilmente manipolabile. Il Cancelliere Palpatine ne sfrutta l'ingenuità per convincerlo a sostenere la creazione di un Grande Esercito della Repubblica, fatto che permetterà a Palpatine di distruggere l'Ordine Jedi e stabilire il primo Impero Galattico. Binks è anche abile a fare amicizia, come ad esempio con il Maestro Qui-Gon Jinn. In altre occasioni, Binks è in grado di usare la sua umiltà per superare in astuzia i nemici più forti.
Inoltre, è affidabile nella missioni più impegnative. Durante le guerre dei cloni Binks dimostra grande coraggio quando impersona Boss Lyonie durante una missione per fermare i separatisti su Naboo. Assieme a Mace Windu partecipa a una pericolosa missione per salvare la sua amica regina Julia di Bardotta da Madre Talzin. Le sue azioni contribuiscono a ristabilire le relazioni tra l'Ordine Jedi e il popolo di Bardotta.

## Poteri e abilità
In quanto gungan, Jar Jar Binks è in grado di vivere sia a terra che sott'acqua. Ha una lunga lingua che usa generalmente per afferrare il cibo e altri oggetti. Binks sa anche pilotare uno dei tipici sottomarini gungan e ha una buona conoscenza della navigazione nei mari di Naboo. Nonostante non sia un abile combattente, è coraggioso, leale e affidabile anche nelle circostanze più difficili. In un'occasione, usa il suo sputo per sigillare il casco danneggiato della senatrice Amidala durante una missione su Mon Cala, salvandola dall'annegamento. Oltre a essere naturalmente un eccellente nuotatore, Binks è anche bravo a comunicare con gli animali, sia di terra che acquatici.

## Accoglienza

### Critiche

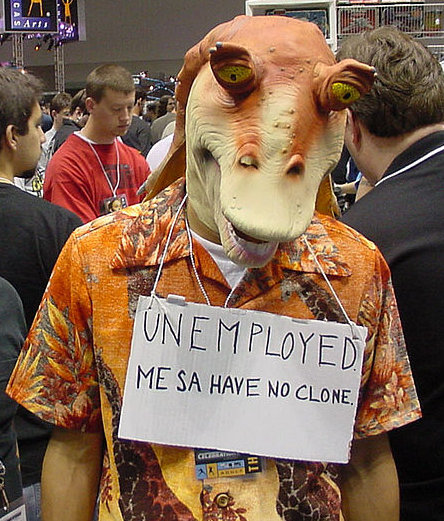
Un cosplay umoristico di Jar Jar, personaggio duramente criticato da fan e recensori.

Ancor prima della distribuzione di Star Wars: Episodio I - La minaccia fantasma, Jar Jar Binks è stato oggetto di una grande quantità di attenzione dei media e del pubblico. Il personaggio fu giudicato negativamente da buona parte della critica e considerato un pretesto per gag infantili. Dopo l'uscita del film, Binks è stato identificato, per esempio da Brent Staples (The New York Times), David Edelstein (Slate), e Eric Harrison (Los Angeles Times) tra i difetti creativi del film. Inoltre, il personaggio stesso è stato ampiamente criticato e ridicolizzato ritenendolo incluso nel film unicamente come pretesto per attirare l'attenzione dei bambini. Bruce Handy di Vanity Fair ha scritto che "Jar Jar simboleggia i maggiori difetti che i fan vedono nella trilogia prequel: nessuno dei personaggi si preoccupa molto di lui, un senso dell'umorismo orientato verso un pubblico più giovane, un eccessivo affidamento sulla computer grafica e una trama fatta di macchinazioni politiche contorte, che sarebbero state più sensate in adattamenti di Io, Claudio o Storia del Terzo Reich." Un fan, Mike J. Nichols, ha creato e distribuito, gratuitamente, una versione modificata del film, intitolata The Phantom Edit, in cui ha tagliato fuori diverse scene con quelle che Nichols soprannomina "buffonate di Jar Jar".
Insieme alla critica cinematografica, molti hanno anche accusato i creatori del film di una eccessiva attenzione commerciale rivolta ai bambini più piccoli (un'obiezione simile era stata mossa all'introduzione degli Ewok ne Il ritorno dello Jedi). Il creatore di Star Wars George Lucas ha dichiarato che "i fan vogliono film duri come Terminator e sono molto turbati con tutto ciò che ha a che fare con il mondo infantile."
Per il ruolo di Jar Jar Binks, Best ricevette un Razzie Award al peggior attore non protagonista nel 1999, e una nomination allo stesso premio nel 2002 nel secondo capitolo della trilogia prequel.
Nel luglio 2018, Best rivelò che le diffuse critiche al suo personaggio lo avevano portato a considerare il suicidio.
Nell'aprile 2019, durante la Star Wars Celebration, George Lucas definì Jar Jar il suo personaggio preferito della serie.

### Accuse di razzismo
Lucas, regista del film, venne accusato di razzismo, a causa della rappresentazione del personaggio, definito da alcuni come simile ad un afroamericano. Infatti Jar Jar ha lunghe orecchie cadenti che ricorderebbero i dreadlocks e parla con quello che molti percepirono come un patois caraibico che ricorda la lingua creola giamaicana. Joe Morgenstern del Wall Street Journal ha fortemente criticato il personaggio paragonandolo a Stepin Fetchit, Patricia J. Williams ha suggerito che molti aspetti del carattere Jar Jar ricordano gli archetipi del Blackface nei Minstrel show, mentre altri hanno suggerito che il personaggio è un "pagliaccio flemmatico", che rappresenta uno stereotipo caraibico. George Lucas ha negato le eventuali implicazioni razziste. A queste accuse, Best reagì negando ogni intento razzista del regista:

### Speculazioni
Verso la fine di ottobre del 2015, un utente di reddit con il nome di "Lumpawarroo" ha pubblicato una speculazione su una teoria secondo il quale Binks fosse stato originariamente progettato per essere uno dei principali antagonisti della serie, un collaboratore di Palpatine sotto copertura, prima di essere tolto dal ruolo di cattivo e venire sostituito dal Conte Dooku all'ultimo minuto a causa dell'impatto negativo del personaggio. Questa teoria era collegata a una precedente intervista di Ahmed Best, che interpretò la voce e le movenze di Jar Jar, in cui affermava che il personaggio venne spostato dal fulcro della storia a causa dello scarso successo ottenuto, e implicando allo stesso tempo che l'odio da esso ricevuto non fu del tutto involontario. Il post è diventato rapidamente virale e ha ricevuto notevole copertura mediatica a livello internazionale da blogger indipendenti e principali agenzie di stampa come The Guardian, The Washington Post, e il New York Times che includono l'analisi delle sue azioni in La minaccia fantasma. Il giornalista Andrew Street di The Guardian la definì un "classico colpo di scena" simile al ruolo di Yoda ne L'Impero colpisce ancora, che da figura inizialmente semplice e irrilevante all'apparenza si rivela poi essere un personaggio forte e importante per la storia.
Lo stesso Ahmed Best ha ampiamente supportato la teoria; dopo che essa guadagnò molta popolarità, l'attore scrisse su Twitter il suo pensiero su come "fosse piacevole" che la verità fosse venuta fuori. Alcuni mesi dopo, in un'intervista su YouTube, Best disse che solo alcune parti della teoria erano corrette, e che George Lucas era l'unico che poteva confermarne la veridicità; affermò inoltre che una scena eliminata de L'attacco dei cloni mostrava Palpatine confidare i suoi piani malvagi a Jar Jar, anche se ciò non è mai stato dimostrato. Matt Hickey di Forbes contattò George Lucas per chiedergli se la teoria fosse vera, ma non ricevette mai risposta. J. J. Abrams, che ha diretto due episodi della trilogia sequel del franchise, approvò personalmente la teoria sulla malvagità di Jar Jar.
Nel dicembre 2015, mese del rilascio del settimo capitolo Star Wars - Il risveglio della Forza, numerose fonti hanno negato la veridicità della teoria. Il produttore esecutivo e co-direttore della Lucasfilm Kathleen Kennedy ha dichiarato esplicitamente che Jar Jar Binks non avrebbe fatto la sua comparsa nel film prossimo all'uscita. Inoltre, Andy Serkis ha dissipato le voci che vedevano Jar Jar essere in realtà Snoke, personaggio da lui interpretato, definendolo come un nuovo personaggio.

## Nella cultura di massa
- Nella serie televisiva animata I Simpson il personaggio è stato nominato e compare numerose volte anche con il nome di "Jim Jam Bonks":[53] nell'undicesima stagione, compare un film al cinema chiamato My Dinner with Jar Jar (chiara parodia di My Dinner with Andre); in Proposta semi-decente l'Uomo dei fumetti è a letto e abbraccia un'action figure di Jar Jar dicendo: "Oh, Jar Jar, tutti ti odiano tranne me!"; nell'episodio Fatti e assuefatti appare mentre al cinema viene trasmesso L'ombra che raduna, nuovo film della serie Guerre Cosmiche (anche questa chiara parodia di Guerre Stellari), e in seguito quando Bart e Lisa vanno a trovare Randall Curtis (parodia di George Lucas) che regala loro dei cereali Jim Jam;[53] nell'episodio Million Dollar Abe lo si vede cantare assieme ad altre celebrità;[53] in Homer il ciccione compare il poster di Star Wars: Episode VII The Apology in c'è anche Jar Jar che viene anche criticato dall'Uomo dei Fumetti in internet;[53] nella puntata I pirati di Springfield, si vede Ralph Winchester con addosso un pigiama con la faccia di Jim Jam;[53] un episodio dopo, in Sposata con il blob, Kumiko e l'Uomo dei Fumetti ascoltano un Audio Book di Guerre Cosmiche: La Crocifissione di Jim Jam Bonks;[53] nel 18º episodio della venticinquesima stagione Giorni di un futuro futuro nella cucina dei Simpson, si possono vedere dei cereali Jim Jam;[53] in L'uomo che diventò cena i Simpson si recano in un parco a tema in cui c'è un'attrazione chiamata Jim-Jam Bonk’s Wild Ride.[53]
- Nell'episodio dodici della settima stagione di American Dad! l'alieno Roger, poco prima di rischiare di essere investito da un tir, ha un flashback in cui ricorda alcuni momenti importanti della sua vita. Uno di questi rappresenta proprio Roger che consegna un disegno di Jar Jar Binks da lui creato a George Lucas che entusiasta del personaggio gli fa un cenno col pollice in su; La scena ironica rappresenterebbe per l'appunto la cattiva idea di inserire il personaggio di Jar Jar Binks nel filone di Guerre Stellari.
- Nell'episodio Abracatastrofe! della serie animata Due fantagenitori, Timmy Turner fa una serie di sogni in cui si trova nei panni di personaggi di vari film, tra cui Luke Skywalker mentre combatte contro Dart Fener nel film L'Impero colpisce ancora in cui appare la parodia di Jar Jar, che si chiama Jar Jar Bonks, che Timmy salva nella parodia dell'Uomo Ragno.
- Fa un'apparizione nel cortometraggio The ChubbChubbs! (2002).

Il personaggio sarebbe dovuto apparire nel film Cip & Ciop agenti speciali (2022), ma infine venne sostituito da Ugly Sonic (il design originale di Sonic the Hedgehog per la pellicola Sonic - Il film).